# Stevie Bonsey
Stevie Bonsey (Salinas, 18 gennaio 1990) è un pilota motociclistico statunitense.

## Carriera
Dopo aver inizialmente corso negli Stati Uniti d'America nel dirt-track e aver seguito la scuola di Freddie Spencer, si è trasferito in Europa ingaggiato dal team Red Bull KTM.
Esordisce nel 2007 nella classe 125 con la KTM 125 FRR, con compagni di squadra Tomoyoshi Koyama e Randy Krummenacher, concludendo la stagione al 25º posto.
Nel 2008 passa al team Degraaf Grand Prix con una Aprilia RS 125 R, con compagno di squadra Hugo van den Berg, terminando la stagione 15º.
Nel 2009 passa nella classe 250 nel team Milar - Juegos Lucky, sostituendo Aitor Rodríguez nei GP di Catalogna ed in quello d'Olanda.

## Risultati nel motomondiale
| 2007 | Classe | Moto |    |    |    |     |     |    |     |    |    |    |    |    |    |     |     |    |    |    | Punti | Pos. |
| ---- | ------ | ---- | -- | -- | -- | --- | --- | -- | --- | -- | -- | -- | -- | -- | -- | --- | --- | -- | -- | -- | ----- | ---- |
| 2007 | 125    | KTM  | 22 | 13 | 25 | Rit | Rit | 20 | Rit | 23 | 27 | 18 | NE | 16 | 26 | Rit | Rit | 15 | 26 | 16 | 4     | 25º  |

| 2008 | Classe | Moto    |     |   |   |    |     |    |   |    |    |    |    |     |     |   |    |     |     |     | Punti | Pos. |
| ---- | ------ | ------- | --- | - | - | -- | --- | -- | - | -- | -- | -- | -- | --- | --- | - | -- | --- | --- | --- | ----- | ---- |
| 2008 | 125    | Aprilia | Rit | 6 | 4 | 14 | Rit | 11 | 7 | 17 | 17 | 17 | NE | Rit | Rit | 9 | 20 | Rit | Rit | Rit | 46    | 15º  |

| 2009 | Classe | Moto    |  |  |  |  |  |    |     |    |  |  |  |  |  |  |  |  |  |  | Punti | Pos. |
| ---- | ------ | ------- |  |  |  |  |  | -- | --- | -- |  |  |  |  |  |  |  |  |  |  | ----- | ---- |
| 2009 | 250    | Aprilia |  |  |  |  |  | 15 | Rit | NE |  |  |  |  |  |  |  |  |  |  | 1     | 29º  |

| Legenda | 1º posto        | 2º posto            | 3º posto            | A punti      | Senza punti        | Grassetto – Pole position Corsivo – Giro più veloce |
| Legenda | Gara non valida | Non qual./Non part. | Ritirato/Non class. | Squalificato | '-' Dato non disp. | Grassetto – Pole position Corsivo – Giro più veloce |